# Pelham (Massachusetts)
Pour les articles homonymes, voir Pelham.
La ville de Pelham est située dans le comté de Hampshire, dans le Commonwealth du Massachusetts, aux États-Unis. Sa population s’élevait à 1 321 habitants lors du recensement de 2010.

## Personnalités liées à Pelham
- Abby Kelley y est née.